# Slottet i Compiègne

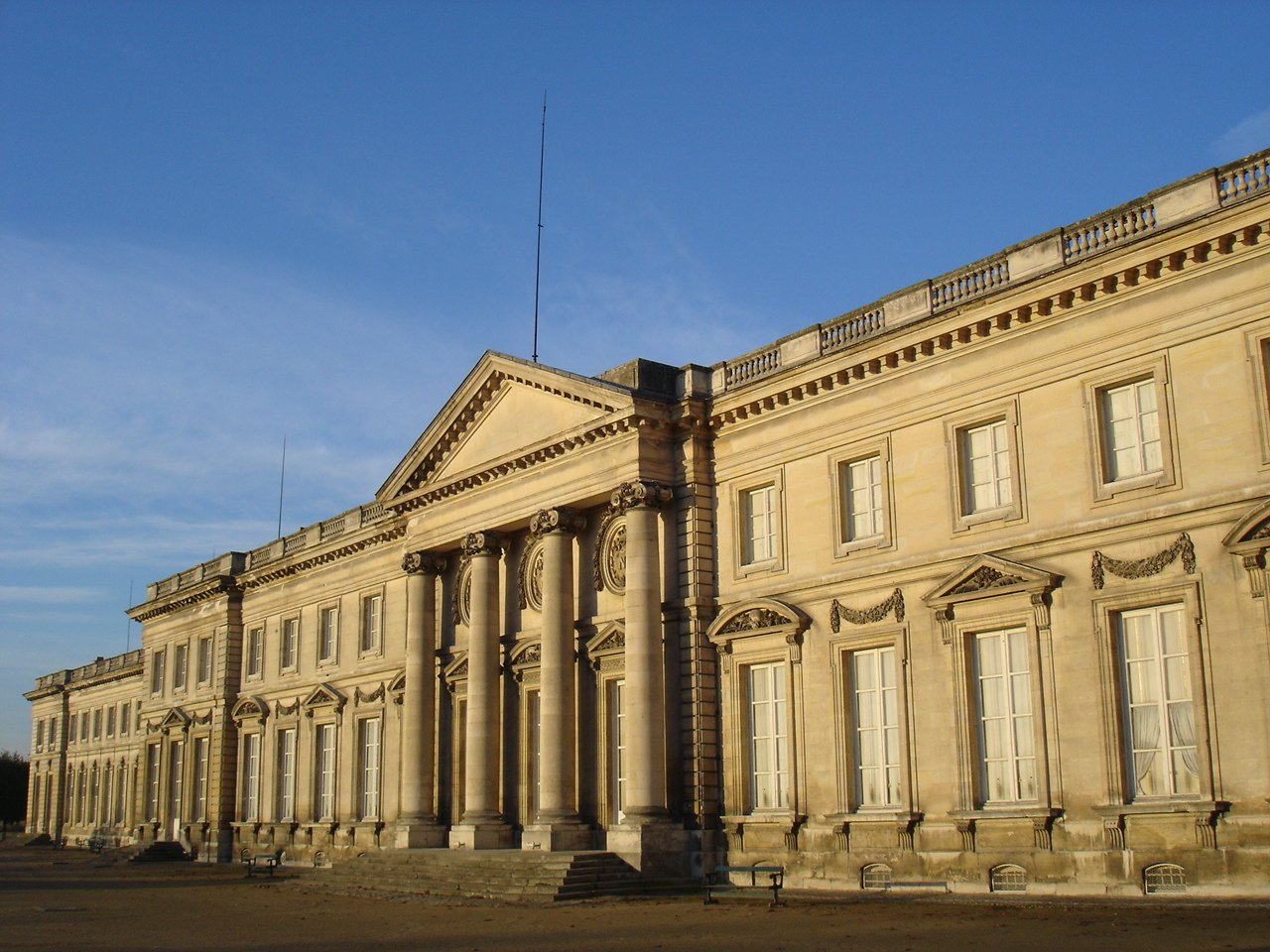
Slottet i Compiègne

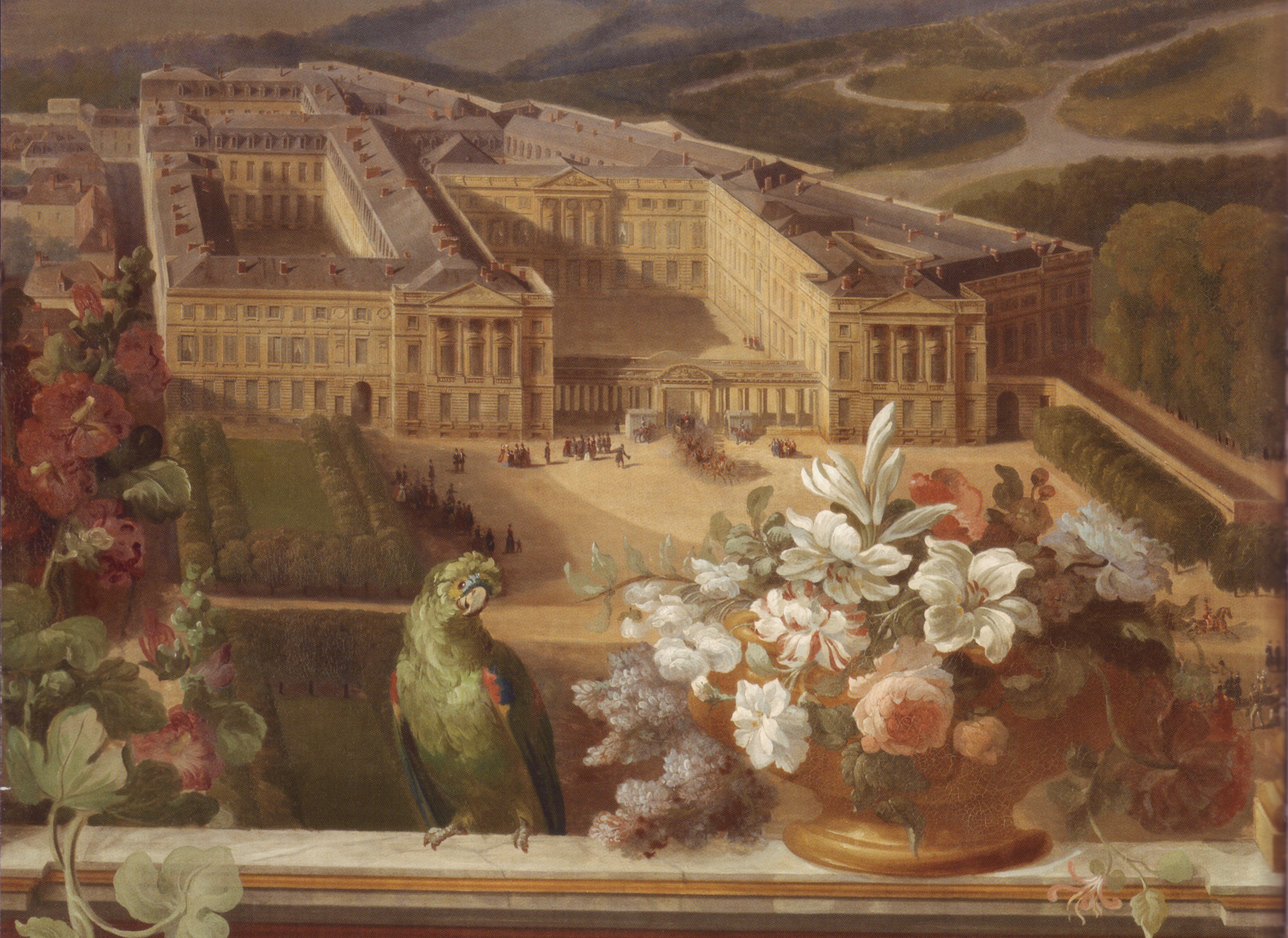
Slottet i Compiègne

Slottet i Compiègne (franska: Château de Compiègne) är ett före detta kungligt slott i det franska departementet Oise. 
Det uppfördes ursprungligen på 1300-talet men byggdes om åtskilliga gånger under seklens lopp. Dess nuvarande byggnad är ett palats från mitten av 1700-talet, med interiör och dekor främst från 1800-talet. 
Det användes som jaktslott av Frankrikes kungar, men blev främst berömt för sin tid på 1800-talet, då det användes som lantbostad av kejsarna Napoleon I och III. Slottet är särskilt känt för sin tid under andra kejsardömet, då det användes som representationsbostad av kejsar Napoleon III. Det används nu som museum. 

## Historik
Slottet byggdes ursprungligen för Ludvig XV och restaurerades av Napoleon I. Det var tillsammans med slotten i Versailles och Fontainebleau ett av de residens där den franska kungafamiljen regelbundet alternerade mellan. Compiègne var kungafamiljens sommarslott, framför allt på grund av närheten till jakt i Compiègneskogen. 
Det första kungliga residenset byggdes 1374 för Karl V, men en lång rad efterträdare har genom åren besökt och byggt om det. Ludvig XIV bodde i slottet omkring 75 gånger, och Ludvig XV använde det regelbundet som jaktslott. 
1750 föreslog den berömde arkitekten Ange-Jacques Gabriel en genomgripande renovering av slottet. Arbetet började 1751 och avslutades 1788 av Gabriels elev Louis Le Dreux de la Châtre. Den antika stadens försvarsmurar var anledningen till slottets triangulära planering. Det täcker ett område på omkring 2 hektar och är byggt i nyklassisk stil med en rigorös enkelhet och tydlig auktoritet, både i sin exteriör och interiör.
Under den franska revolutionen övergick ägandet till den franske inrikesministern, och 1795 blev slottet tömt på inventarier då alla möbler såldes och konstverken skickades till Muséum Central. Napoleon besökte slottet 1799 och 1803, och 1804 beslutade han att göra slottet beboeligt igen. Arkitekterna Berthault, Percier och Fontaine, dekoratörerna Dubois och Redouté och möbelsnickarna Jacob-Desmalter och Marcion restaurerade slottet. Planeringen ändrades då en balsal lades till och parken planterades om och sammanlänkades med skogen.
Resultatet blev ett exempel på stilen från det första kejsardömet (1808-1810), även om vissa spår av tidigare dekor finns kvar. Auguste Luchet sade att Compiègne talar om Napoleon som Versailles talar om Ludvig XIV. Från 1856 och framåt gjorde Napoleon III och Eugénie slottet till sitt höstresidens, och dekorerade några rum i andra kejsardömets stil.
Idag finns tre olika museum i slottet: våningarna, det andra kejsardömets museum och det nationella bilmuseet, Le Musée de la Voiture, som grundades 1927 och som visar upp vagnar, cyklar och bilar.

## Galleri

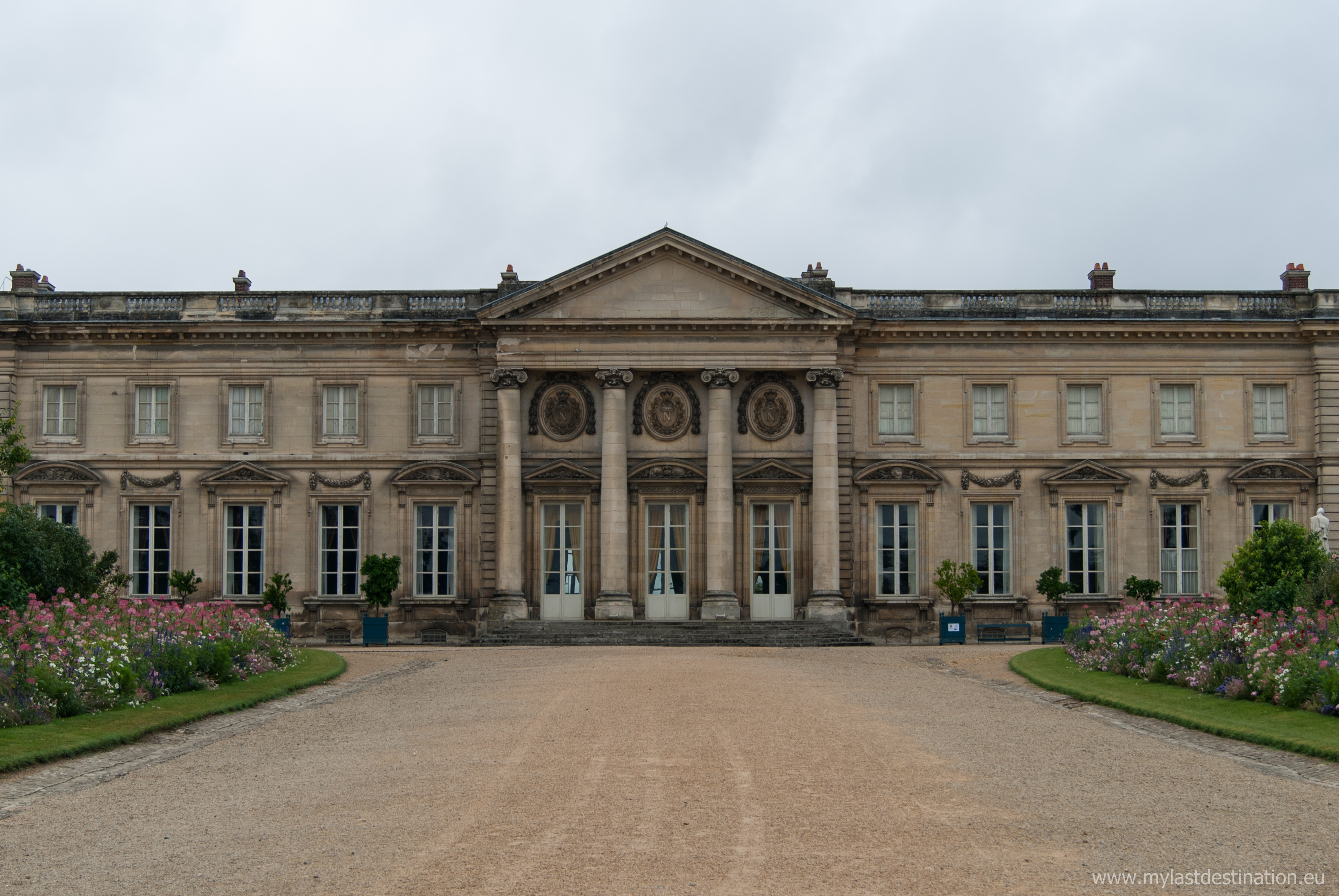
Slottet i Compiègne
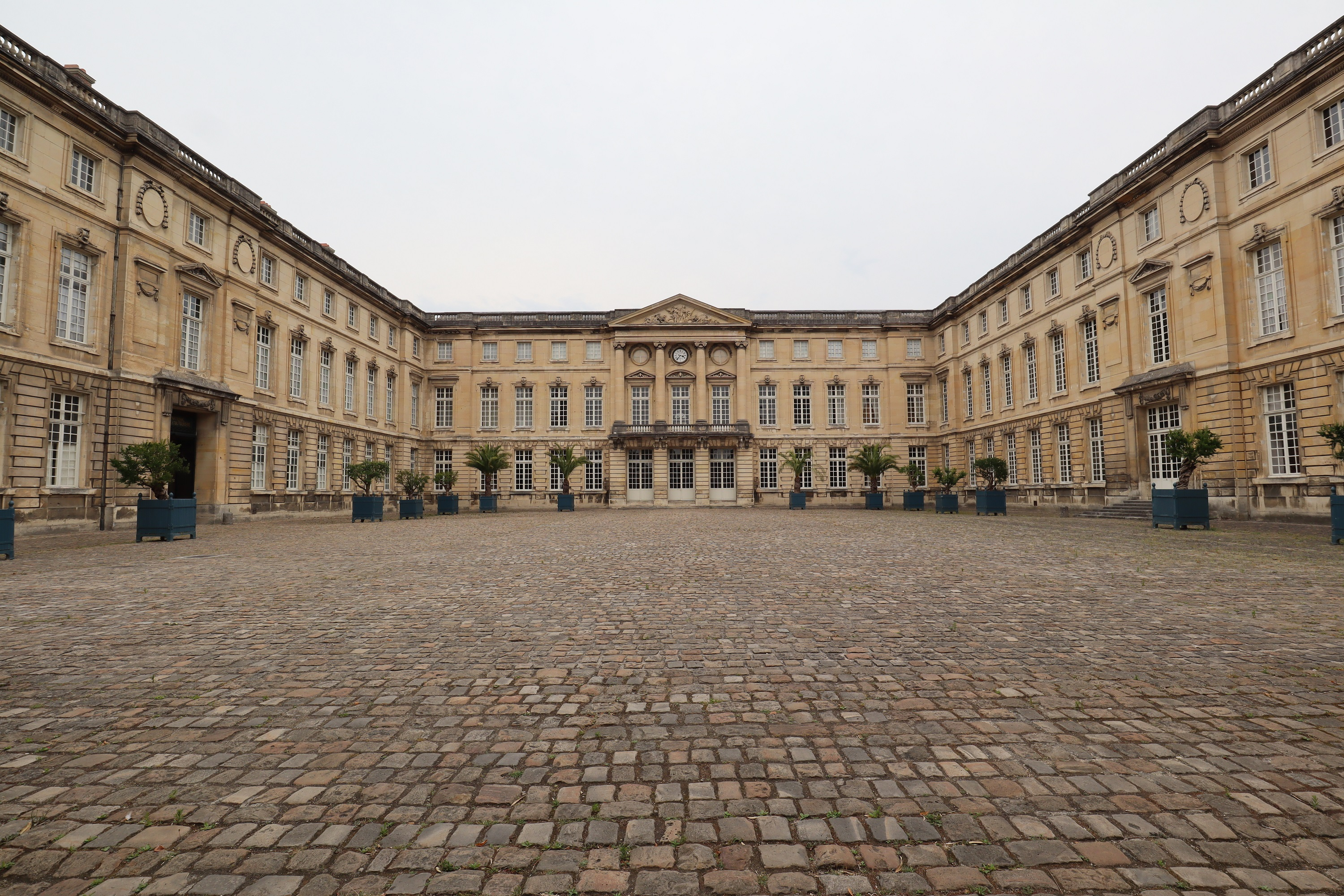
Slottet i Compiègne
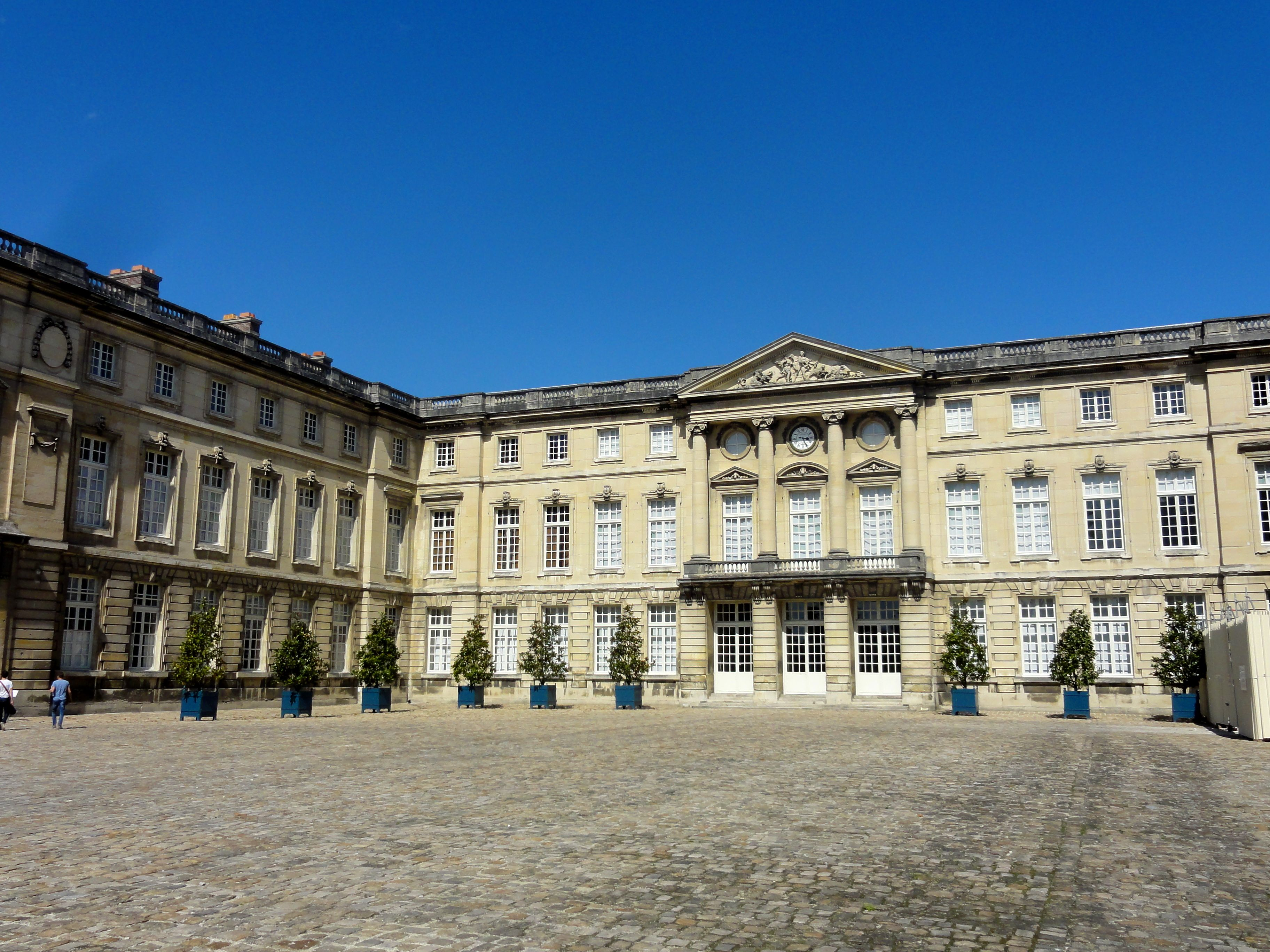
Slottet i Compiègne
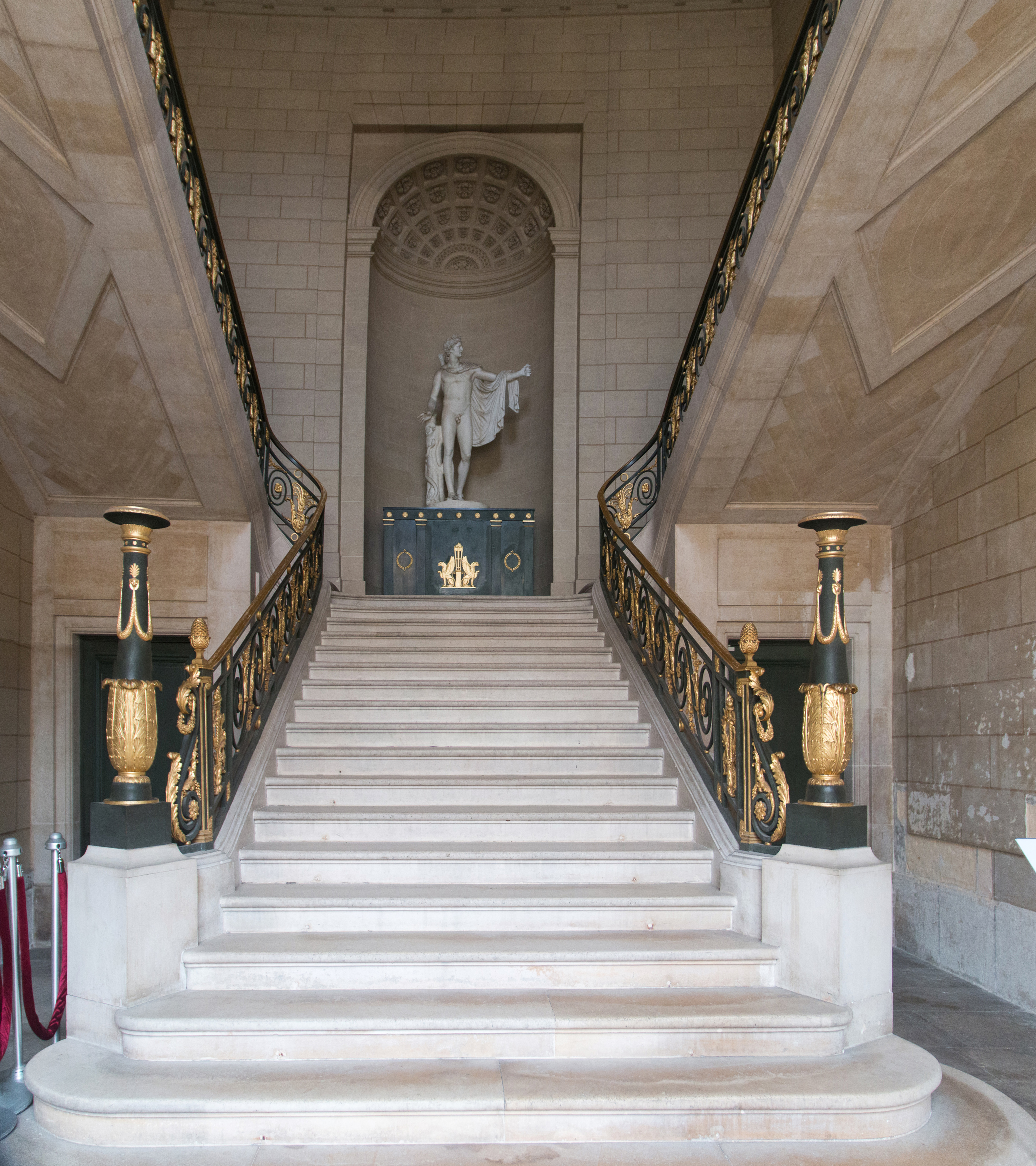
Apollons trappa.
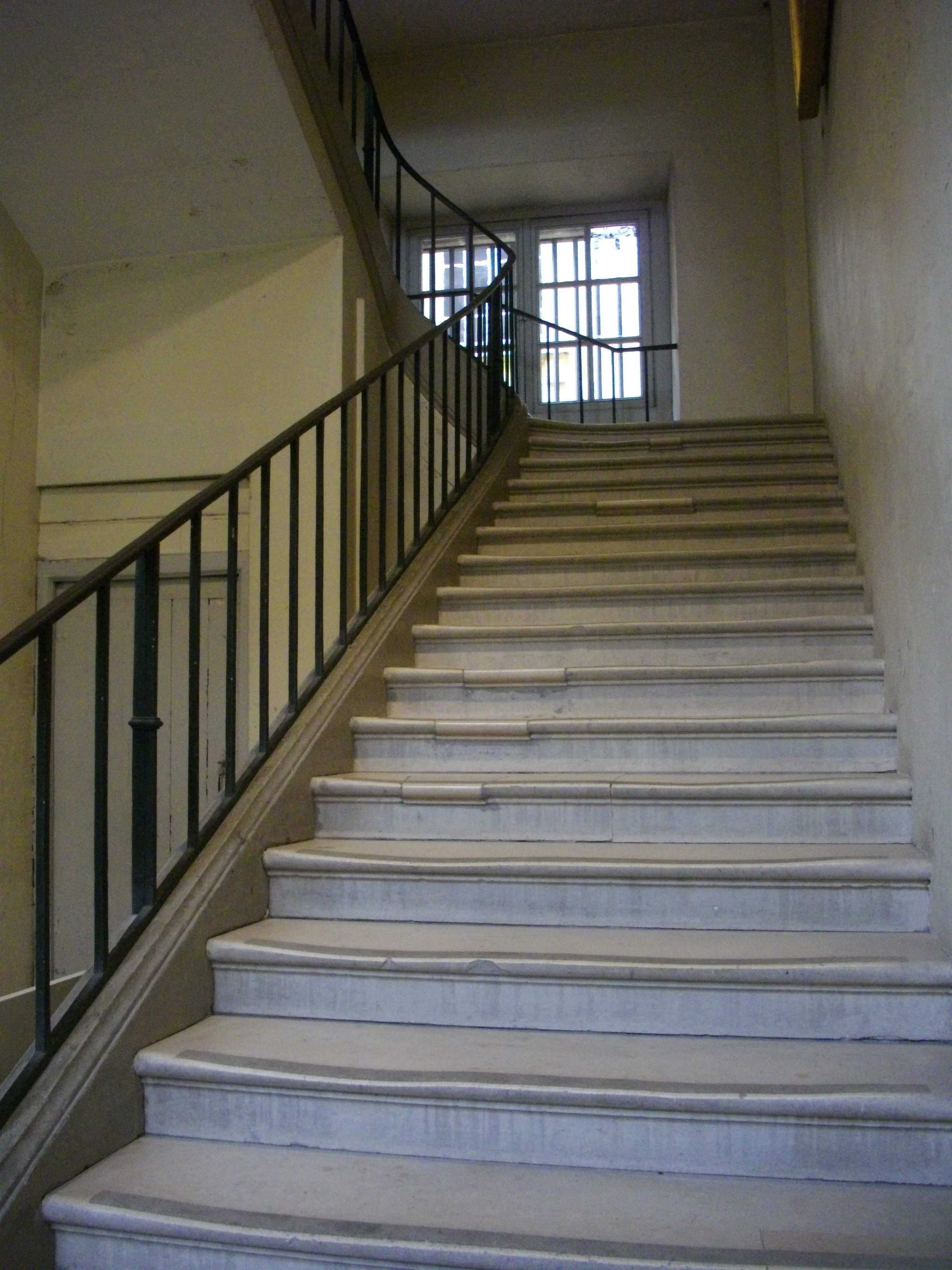
Innertrappa.
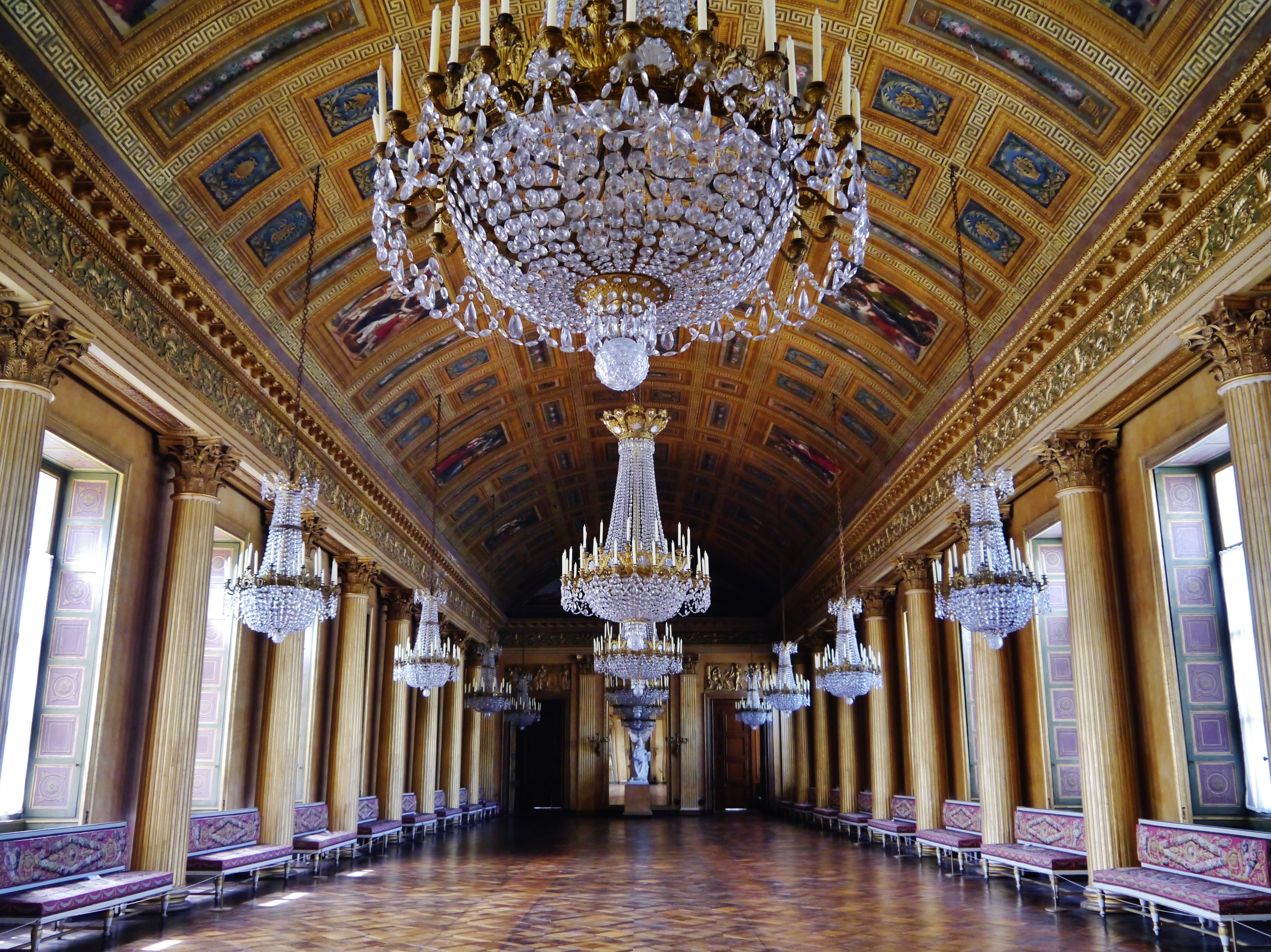
Balsalen.
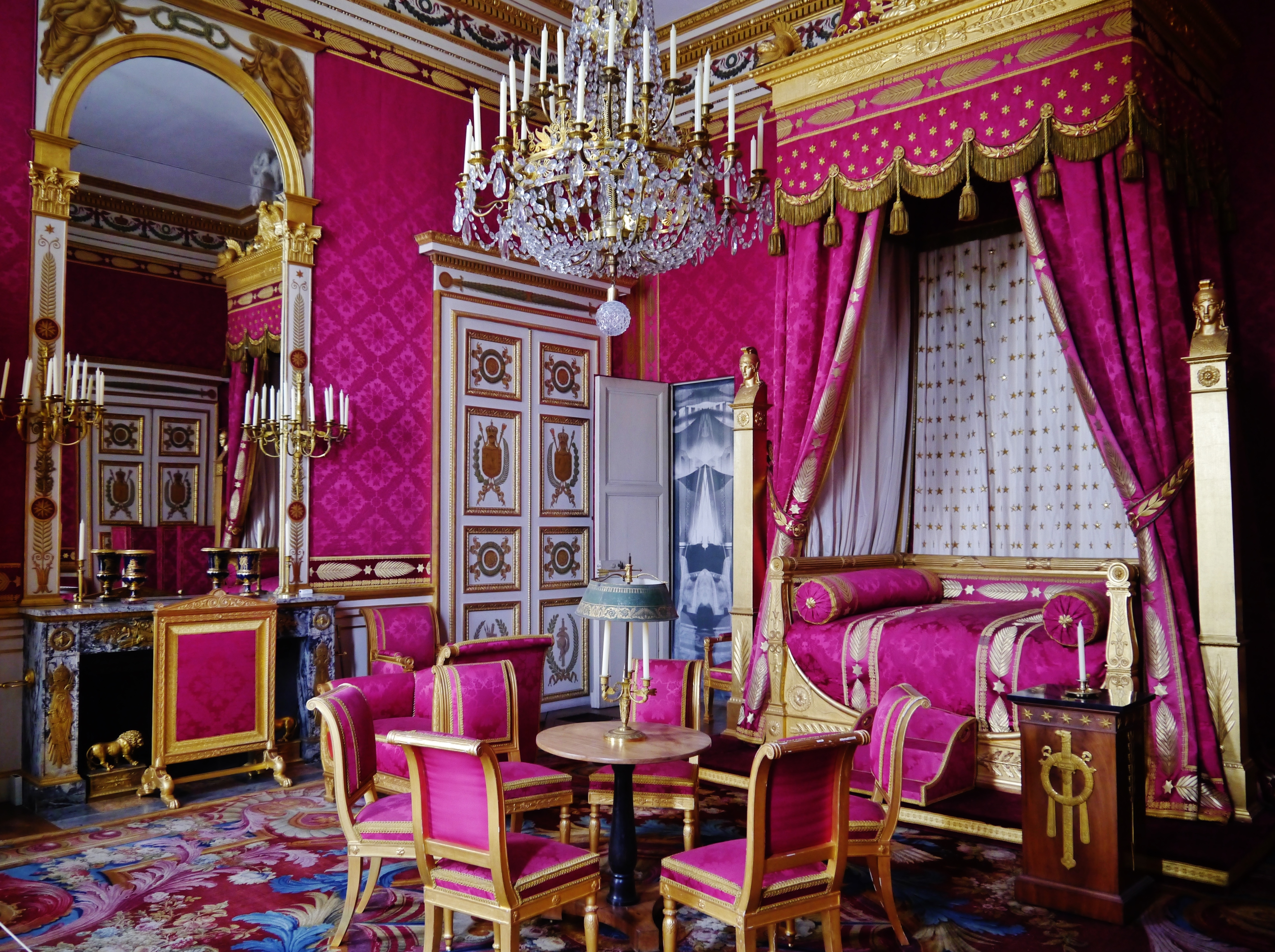
Kejsarens sovrum.
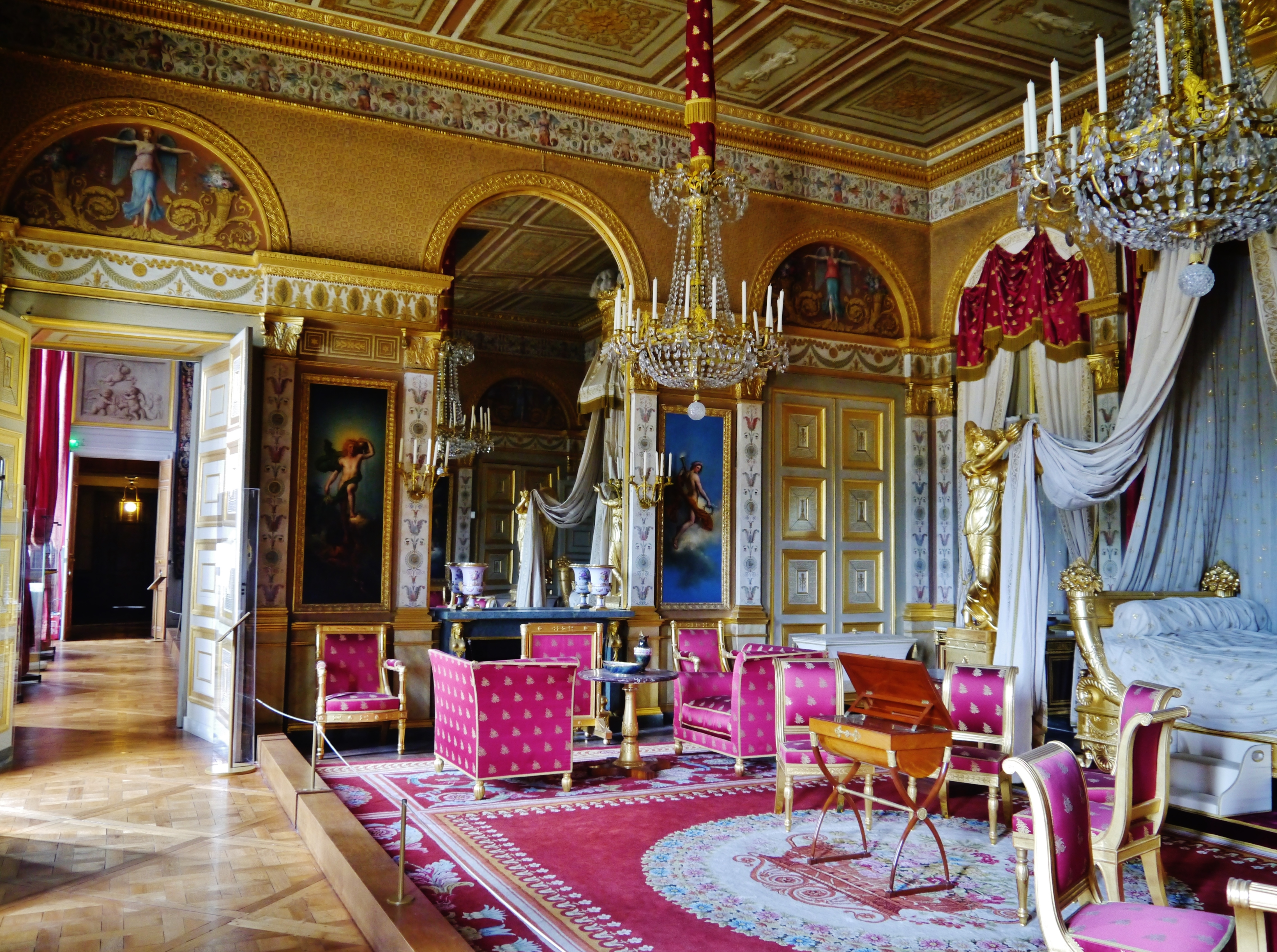
Kejsarinnans sovrum.
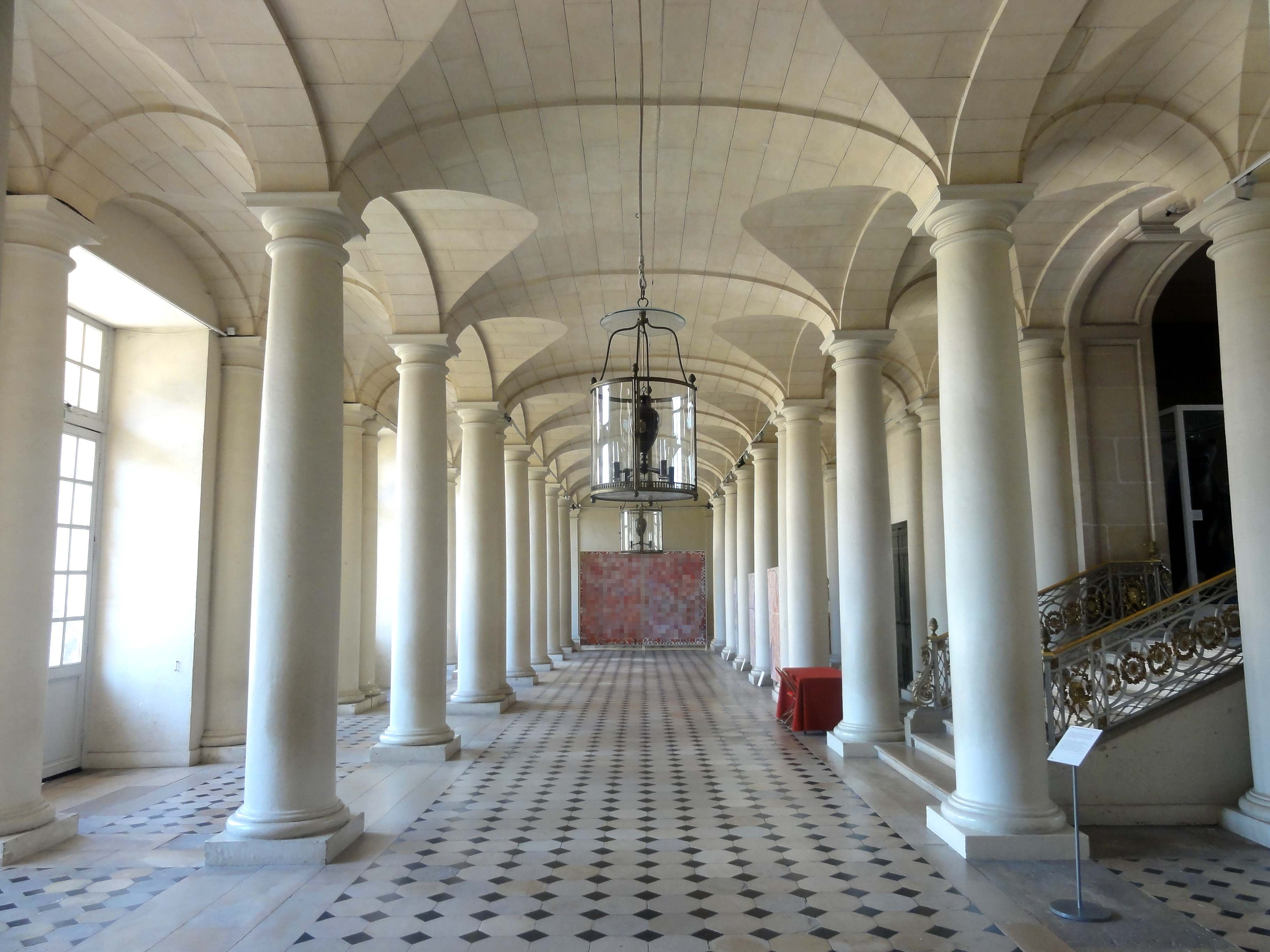
Pelarsalen.
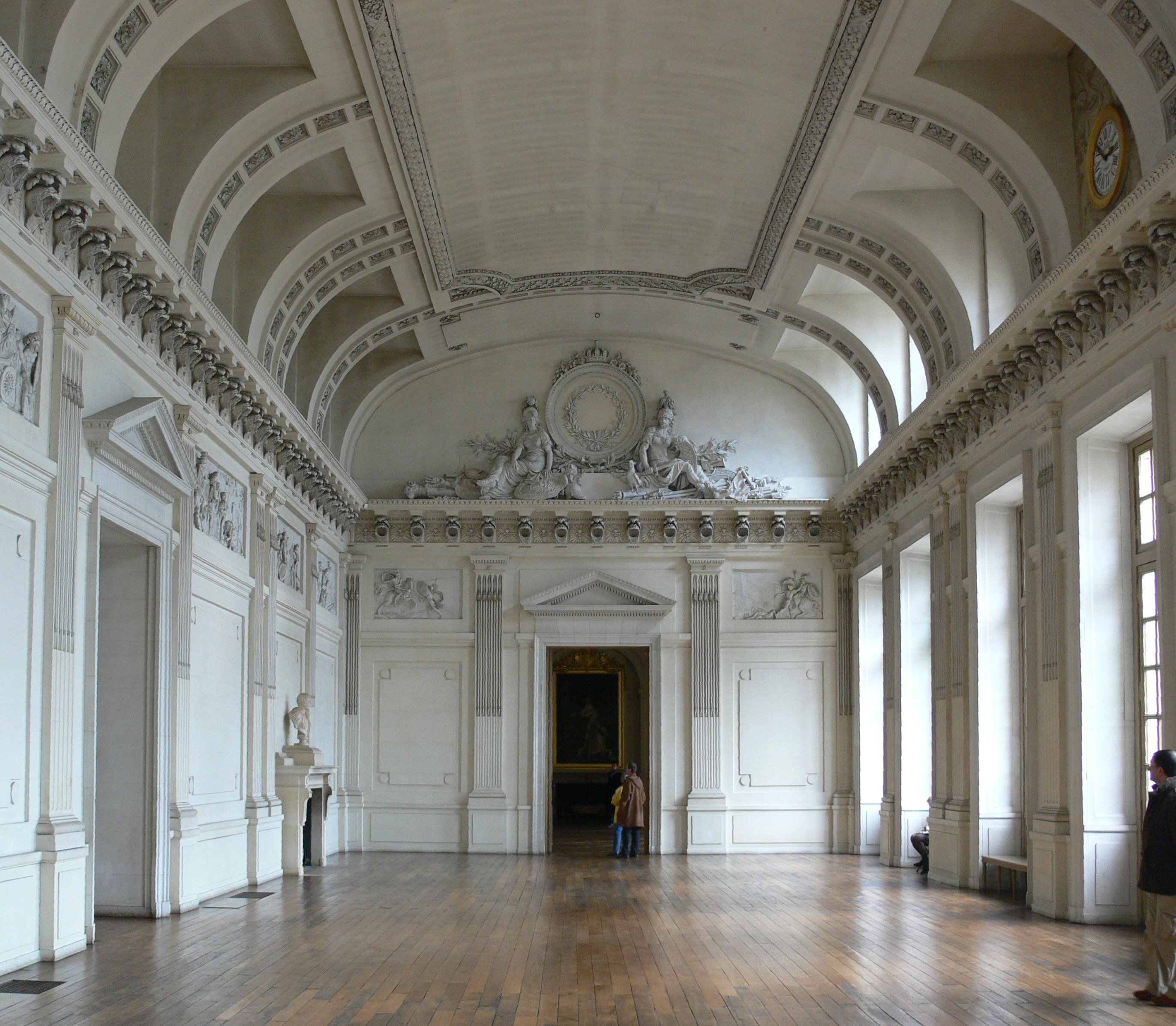
Vaktsalen.
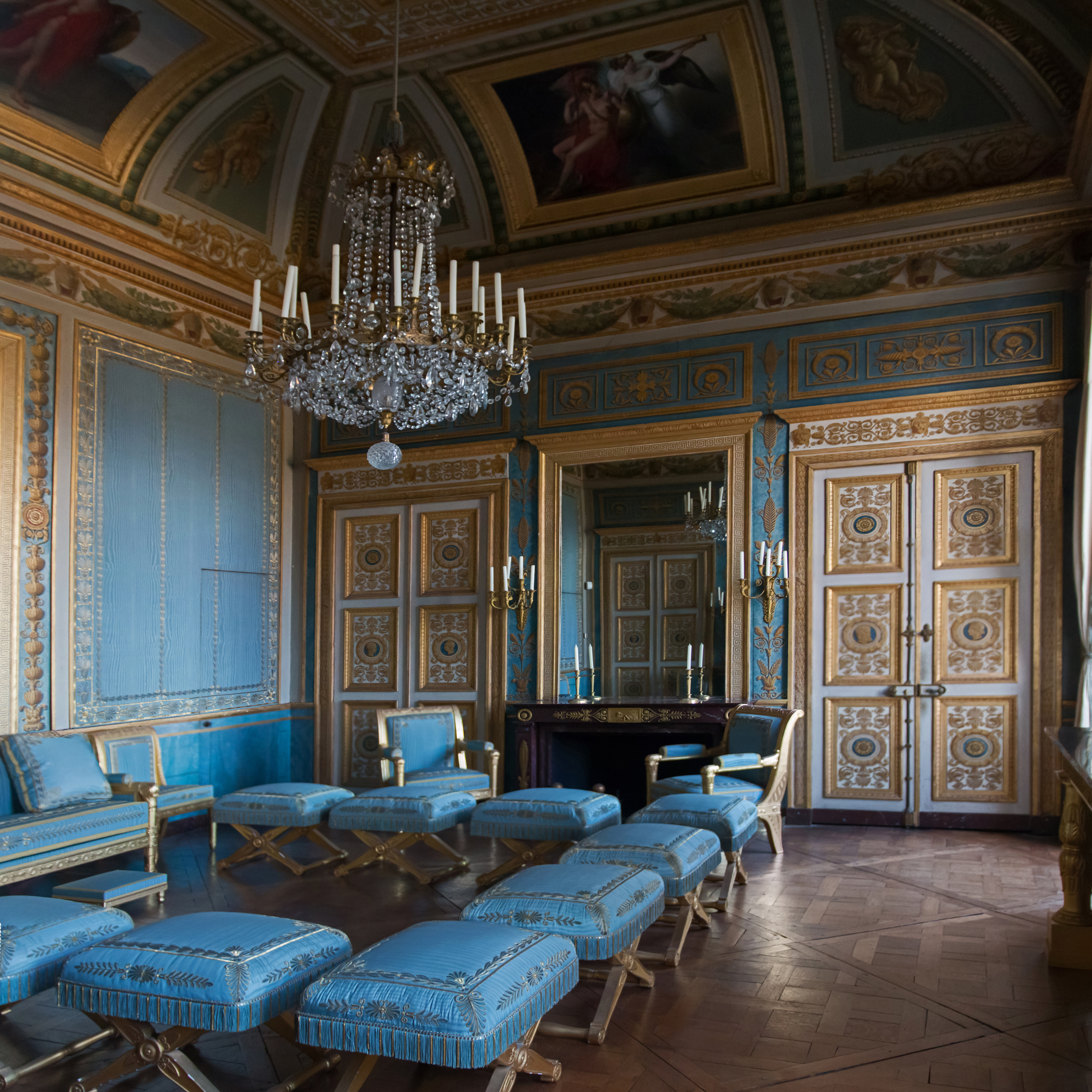
Blå salongen.
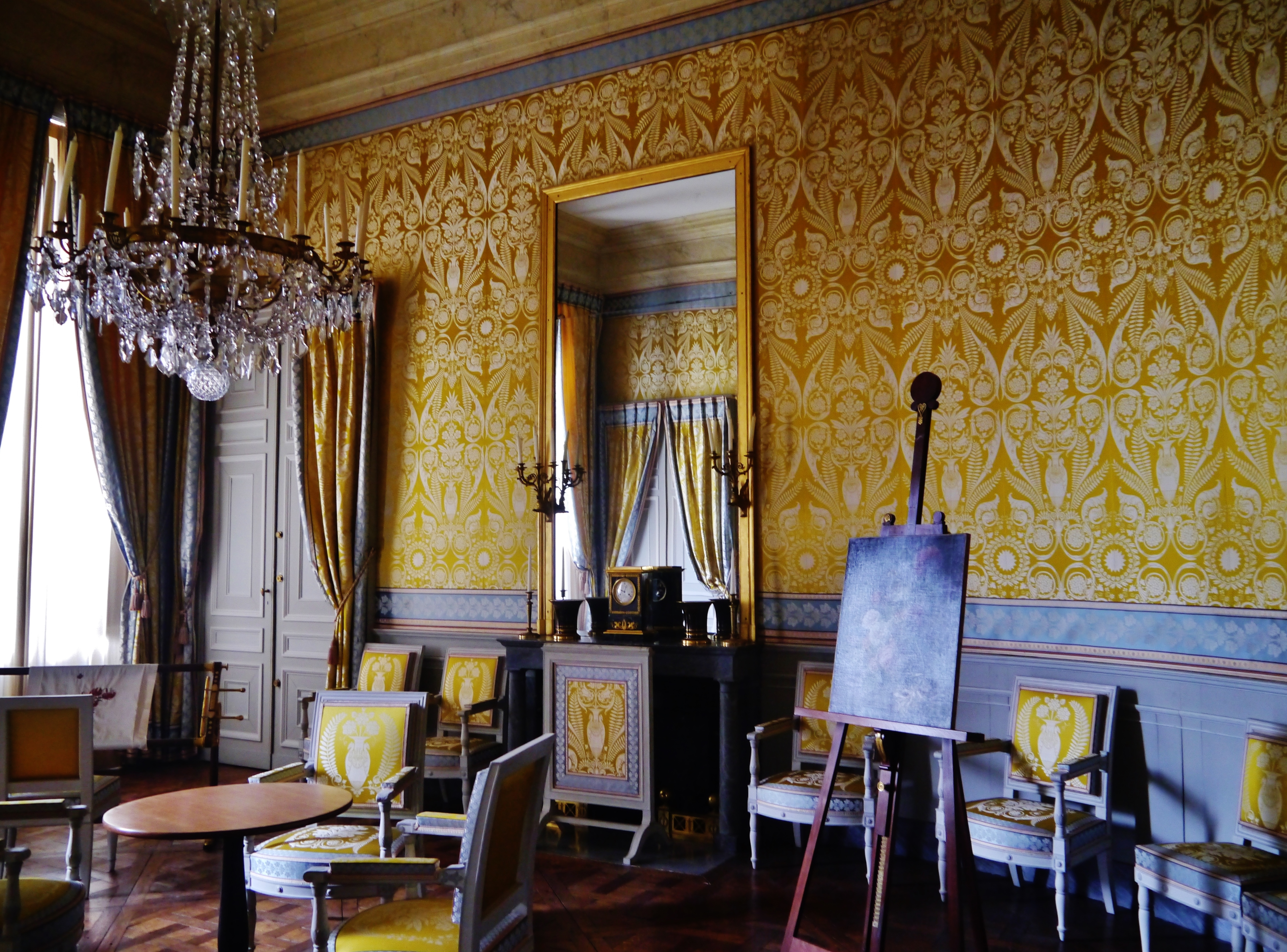
Gula salongen.
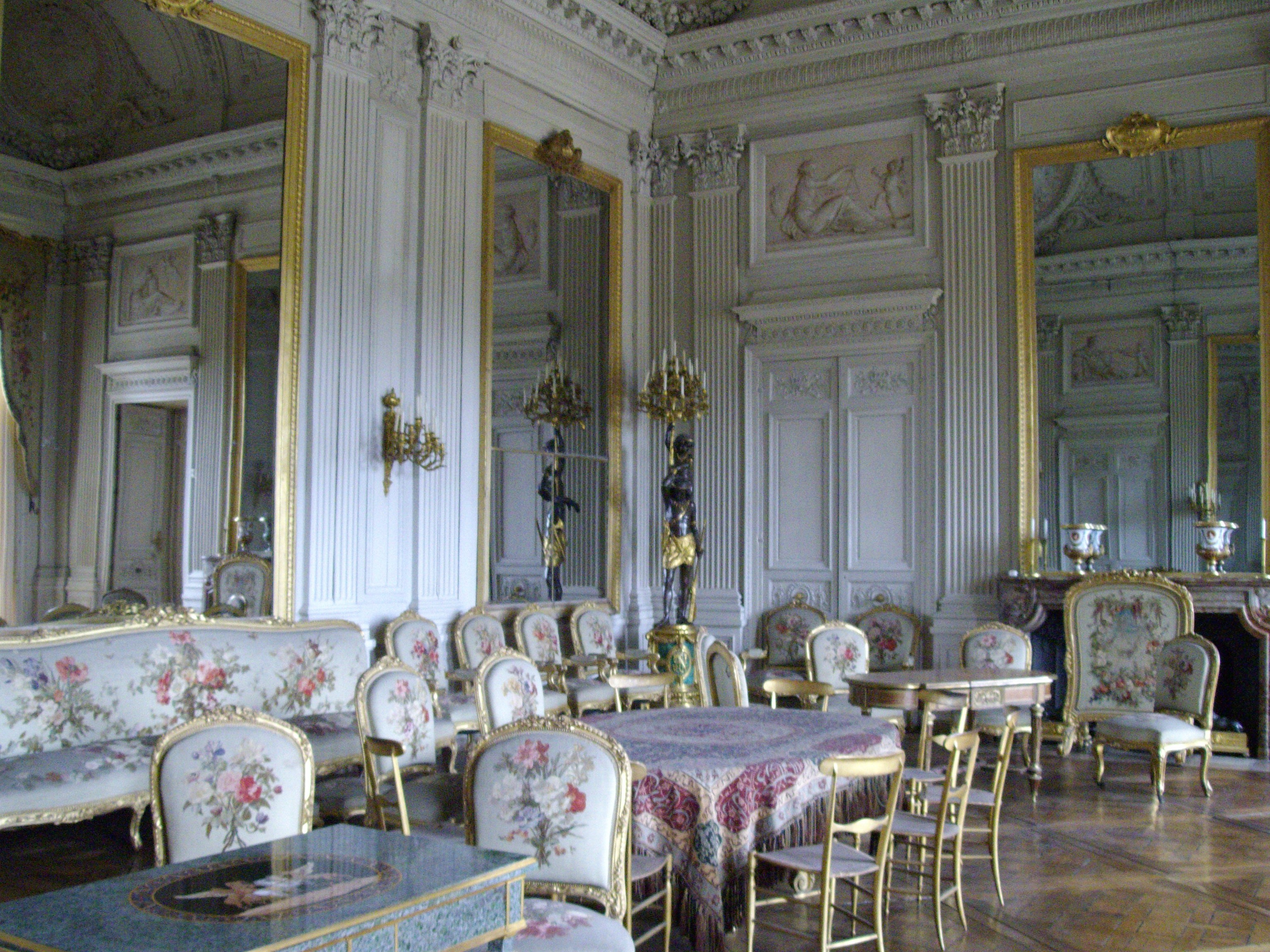
Familjens salong.
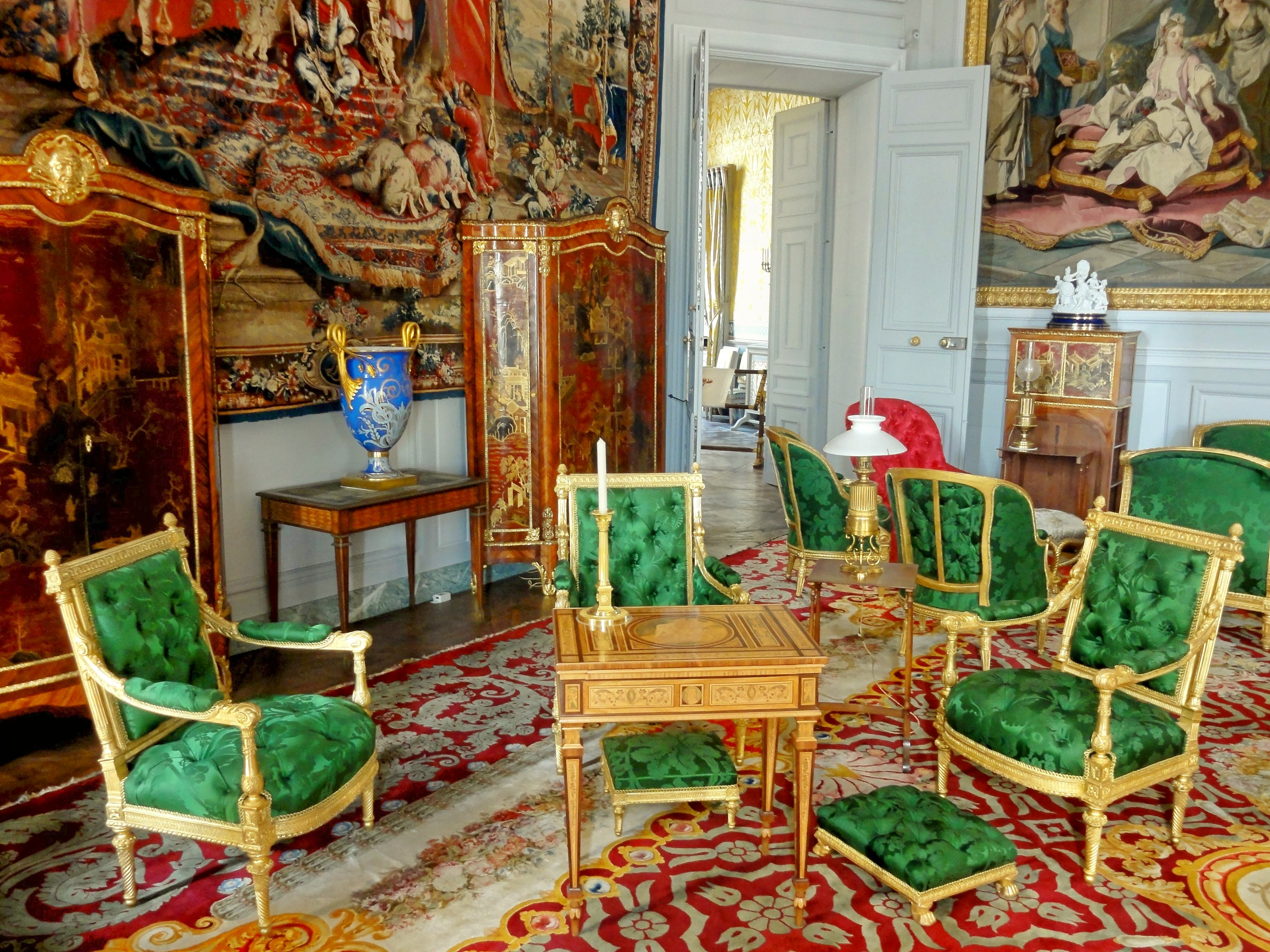
Musikrummet.
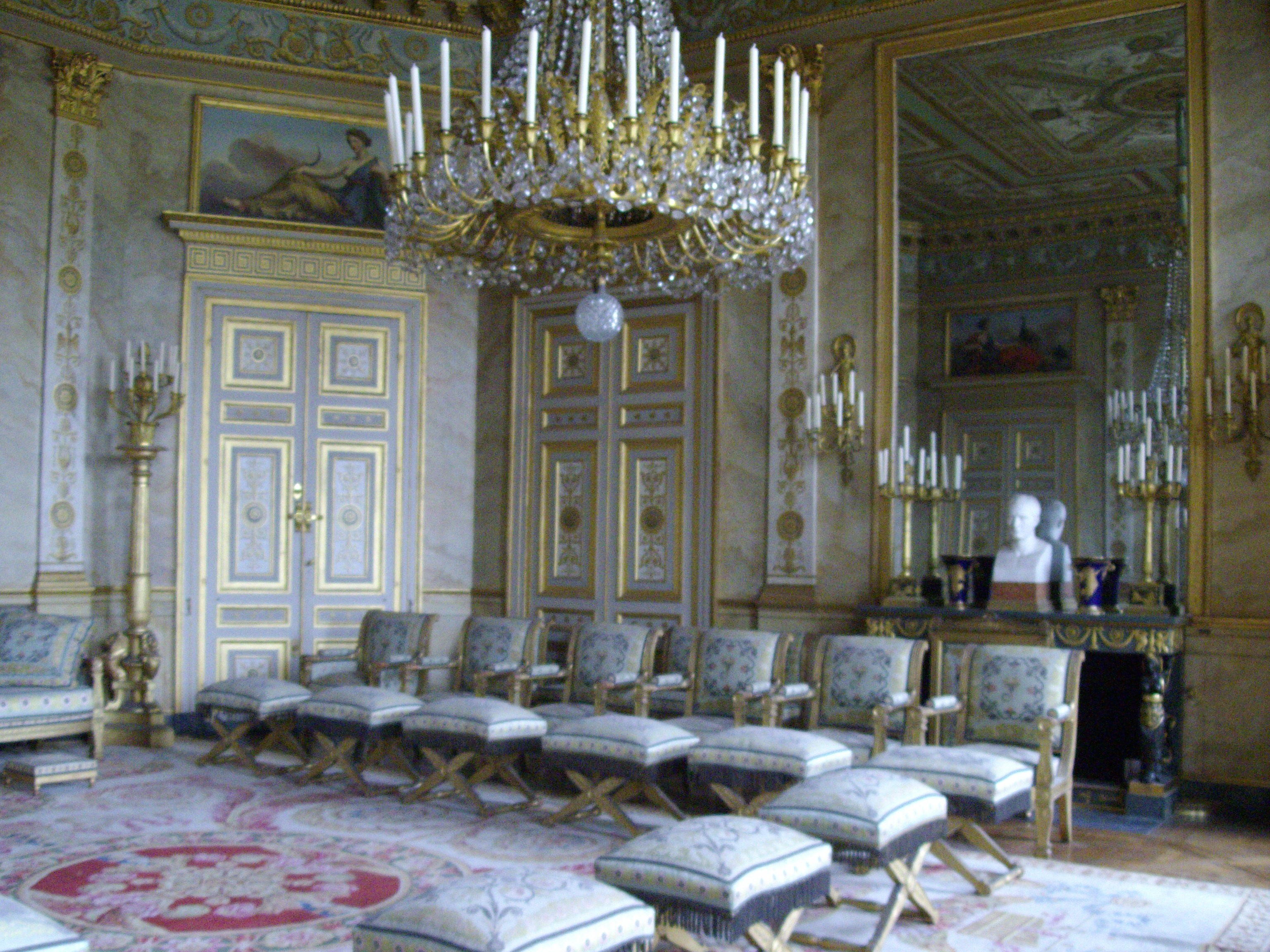
Hovdamernas rum